# Kraft Schepke
Kraft Schepke (n. 3 martie 1934, Königsberg, Statul Liber Prusia⁠(d), Germania Nazistă – d. 12 noiembrie 2023, Kiel, Germania) a fost un canotor german, medaliat olimpic. A participat la o ediție a Jocurilor Olimpice (1960) în care a câștigat o medalie de aur.

## Participări
Lista de mai jos prezintă principalele competiții la care a participat Kraft Schepke de-a lungul carierei.
- Canottaggio ai Giochi della XVII Olimpiade - Otto maschile[*][5]